# Коттон Боул Стедіум
«Коттон Боул Стедіум» (англ. Cotton Bowl Stadium) — багатофункціональний стадіон у місті Даллас, Техас, США.
Стадіон побудований та відкритий 1930 року. У 1968, 1994, 2008 роках реконструйований, у 1948, 1949, 1994, 2008 роках із розширенням. Потужність арени становить 92 100 глядачів. Рекорд відвідування 96 009 глядачів.
Протягом 1930–1936 років арена носила назву «Феа Парк Стедіум».